# Теорема Вильсона
Теорема Вильсона — теорема теории чисел, которая утверждает, что

Если {\displaystyle p} — простое число, то число {\displaystyle (p-1)!+1} делится на {\displaystyle p}. 
Обратно: если {\displaystyle (p-1)!+1} делится на {\displaystyle p}, то {\displaystyle p} — простое число или 1.

Эта теорема, в основном, имеет теоретическое значение, поскольку факториал {\displaystyle (p-1)!} вычислить довольно трудно. Проще вычислить {\displaystyle a^{p-1}}, поэтому элементарные тесты, определяющие, является ли число простым, основаны на теореме Ферма, а не на теореме Вильсона. Например, наибольшее простое число, найденное с использованием теоремы Вильсона, скорее всего — 1099511628401, и даже с оптимизированным подходом к расчёту {\displaystyle p!} потребуется около суток вычислений на процессорах SPARC, а числа с десятками тысяч цифр проходят тест на простоту с использованием теоремы Ферма меньше чем за час. Но, в отличие от малой теоремы Ферма, теорема Вильсона является одновременно необходимым и достаточным условием для простоты.

## История
Эта теорема впервые была сформулирована Ибн аль-Хайсамом около 1000 г.н.э, и в 1770 году Варинг сформулировал эту теорему в своём сочинении «Meditationes Algebraicae», опубликованном в Кембридже, где он привёл эту теорему без доказательства. По его словам, теорема принадлежит его ученику Вильсону. Доказательство теоремы он опубликовал только в третьем издании своего Meditationes в 1782 году. Первое доказательство теоремы Вильсона было дано в 1771 году Лагранжем. Наконец, Эйлер в «Opusc. Analyt», Т. 1, р. 329 дал доказательство, Гаусс обобщил теорему Вильсона на случай составного модуля. Имеются данные о том, что Лейбниц знал о результате ещё столетием раньше, но никогда не публиковал его.

## Пример
В таблице посчитаны значения {\displaystyle (p-1)!} для p от 2 до 37, а также остаток от деления {\displaystyle (p-1)!} на p (остаток от деления m на p обозначается как m mod p). Зелёным цветом выделены простые числа.
| {\displaystyle p} | {\displaystyle (p-1)!}                                  | {\displaystyle (p-1)!{\bmod {p}}} |
| ----------------- | ------------------------------------------------------- | --------------------------------- |
| 2                 | 1                                                       | 1                                 |
| 3                 | 2                                                       | 2                                 |
| 4                 | 6                                                       | 2                                 |
| 5                 | 24                                                      | 4                                 |
| 6                 | 120                                                     | 0                                 |
| 7                 | 720                                                     | 6                                 |
| 8                 | 5040                                                    | 0                                 |
| 9                 | 40 320                                                  | 0                                 |
| 10                | 362 880                                                 | 0                                 |
| 11                | 3 628 800                                               | 10                                |
| 12                | 39 916 800                                              | 0                                 |
| 13                | 479 001 600                                             | 12                                |
| 14                | 6 227 020 800                                           | 0                                 |
| 15                | 87 178 291 200                                          | 0                                 |
| 16                | 1 307 674 368 000                                       | 0                                 |
| 17                | 20 922 789 888 000                                      | 16                                |
| 18                | 355 687 428 096 000                                     | 0                                 |
| 19                | 6 402 373 705 728 000                                   | 18                                |
| 20                | 121 645 100 408 832 000                                 | 0                                 |
| 21                | 2 432 902 008 176 640 000                               | 0                                 |
| 22                | 51 090 942 171 709 440 000                              | 0                                 |
| 23                | 1 124 000 727 777 607 700 000                           | 22                                |
| 24                | 25 852 016 738 884 980 000 000                          | 0                                 |
| 25                | 620 448 401 733 239 400 000 000                         | 0                                 |
| 26                | 15 511 210 043 330 986 000 000 000                      | 0                                 |
| 27                | 403 291 461 126 605 650 000 000 000                     | 0                                 |
| 28                | 10 888 869 450 418 352 000 000 000 000                  | 0                                 |
| 29                | 304 888 344 611 713 870 000 000 000 000                 | 28                                |
| 30                | 8 841 761 993 739 702 000 000 000 000 000               | 0                                 |
| 31                | 265 252 859 812 191 070 000 000 000 000 000             | 30                                |
| 32                | 8 222 838 654 177 922 000 000 000 000 000 000           | 0                                 |
| 33                | 263 130 836 933 693 500 000 000 000 000 000 000         | 0                                 |
| 34                | 8 683 317 618 811 886 000 000 000 000 000 000 000       | 0                                 |
| 35                | 295 232 799 039 604 160 000 000 000 000 000 000 000     | 0                                 |
| 36                | 10 333 147 966 386 145 000 000 000 000 000 000 000 000  | 0                                 |
| 37                | 371 993 326 789 901 250 000 000 000 000 000 000 000 000 | 36                                |

## Доказательство

### Достаточность
Пусть p — простое.
Способ 1
Рассмотрим {\displaystyle (p-1)!}. Множество ненулевых классов вычетов по простому модулю p по умножению {\displaystyle \mathbb {Z} _{p}^{\times }} является группой, и тогда {\displaystyle (p-1)!} - это произведение всех элементов группы {\displaystyle \mathbb {Z} _{p}^{\times }}. Поскольку {\displaystyle \mathbb {Z} _{p}^{\times }} - группа, то для каждого её элемента {\displaystyle a} существует единственный обратный элемент {\displaystyle a^{-1}:aa^{-1}\equiv 1{\pmod {p}}}. Соответствие {\displaystyle a\to a^{-1}} разбивает группу на классы: если {\displaystyle a=a^{-1}} (что равносильно {\displaystyle a^{2}=1}, то есть {\displaystyle a\in \{1,-1\}}, поскольку у уравнения второй степени может быть не более двух решений), то класс содержит один элемент {\displaystyle a}, в противном случае класс состоит из двух элементов - {\displaystyle \{a,a^{-1}\}}. Значит, если класс содержит один элемент {\displaystyle a}, то произведение всех его элементов равно {\displaystyle a}, а если класс содержит 2 элемента, то произведение всех его элементов равно 1. Теперь в произведении {\displaystyle (p-1)!} сгруппируем элементы по классам, все произведения по 2-элементным классам просто равны 1:
{\displaystyle (p-1)!\equiv \prod \limits _{a^{2}=1}a\cdot \prod \limits _{a^{2}\neq 1}a\equiv \prod \limits _{a^{2}=1}a\equiv 1\cdot (-1)\equiv -1{\pmod {p}}.}
■
Способ 2
Группа {\displaystyle \mathbb {Z} _{p}^{\times }} циклична, т. е. существует элемент {\displaystyle g} такой, что для всякого элемента {\displaystyle a} существует {\displaystyle k} такое, что {\displaystyle a=g^{k}}. Поскольку {\displaystyle \mathbb {Z} _{p}^{\times }} имеет {\displaystyle p-1} элемент, то {\displaystyle k} пробегает значения от 0 до {\displaystyle p-1}, когда {\displaystyle a} пробегает всю группу вычетов. 
Тогда
{\displaystyle (p-1)!\equiv g^{1}g^{2}\ldots g^{p-1}\equiv g^{1+2+\ldots +(p-1)}=g^{{\frac {p-1}{2}}p}\equiv (-1)^{p}\equiv -1{\pmod {p}}.}
■
Способ 3
{\displaystyle \mathbb {Z} _{p}^{\times }}  - поле, поэтому в нем имеет место теорема Лагранжа, т. е. многочлен степени {\displaystyle n} имеет не более {\displaystyle n} корней. Рассмотрим многочлены {\displaystyle f(x)=(x-1)\ldots (x-(p-1))} и {\displaystyle g(x)=x^{p-1}-1}. Оба многочлена имеют корни {\displaystyle 1,2,\ldots ,p-1} (для {\displaystyle g(x)} это получается по малой теореме Ферма), степени многочленов равны {\displaystyle p-1}, старшие коэффициенты одинаковы. Тогда многочлен {\displaystyle h(x)=f(x)-g(x)} имеет как минимум те же {\displaystyle p-1} корней, но его степень не более {\displaystyle p-2}. Значит по теореме Безу {\displaystyle h(x)} тождественно равен нулю, т. е. для всех {\displaystyle x} будет {\displaystyle f(x)=g(x)}, в частности {\displaystyle f(0)=g(0)}, что равносильно {\displaystyle (-1)^{p-1}(p-1)!\equiv -1{\pmod {p}}}. Получаем утверждение теоремы для {\displaystyle p>2}, т. к. {\displaystyle p-1} четно и значит {\displaystyle (-1)^{p-1}=1}.■

### Необходимость
Если {\displaystyle p} составное и {\displaystyle p\neq 4}, то {\displaystyle (p-1)!\equiv 0{\pmod {p}}}, а при {\displaystyle p=4} получаем {\displaystyle (4-1)!\equiv 2{\pmod {4}}}.

### Геометрическое доказательство достаточности
1. Пусть p — простое число. Перенумеруем вершины правильного p-угольника в порядке обхода контура: 1, 2, 3, ..., p. Если соединим их диагоналями последовательно через одну, потом через две, через три и т. д., то кроме правильного многоугольника 123..., получим ещё (p − 2) многоугольников 135..., 147..., 159... и т. д. Эти (p − 1) многоугольников попарно тождественны, так как при соединении вершин через k и через (p − k − 2) получаем тождественные многоугольники. Число различных правильных многоугольников, полученных этим путём, равно {\displaystyle (p-1)/2};
2. Если соединим вершины в каком-либо другом порядке, например в порядке 13245..., то получим неправильный многоугольник; повёртывая этот многоугольник так, чтобы номера его вершин заменялись следующими по порядку числами (число p заменяется при этом единицей), получим p неправильных многоугольников. В вышеуказанном примере это будут многоугольники 13245..., 24356..., 35467..., ..., 2134... Если таким путём образуем все возможные неправильные многоугольники, то число их будет кратно p, но, как и в случае правильных многоугольников, они по два тождественны; именно две последовательности вершин, прямая и обратная, дают один и тот же многоугольник;
3. Если в последовательности вершин 123... сделать все возможные перестановки (p − 1) вершин 23..., то получим все возможные (правильные и неправильные) многоугольники; их число будет равно {\displaystyle 1\cdot 2\cdot 3\cdots (p-1)=(p-1)!'}; они опять будут попарно тождественны, так что действительное их число {\displaystyle (p-1)!/2};
4. Сопоставляя результаты из пунктов 1 и 3, видим, что число неправильных многоугольников будет равно: {\displaystyle 1/2(p-1)!-1/2(p-1)=1/2((p-1)!+1-p)}. Из пункта 2, это число должно делиться на p; следовательно (p − 1)! + 1 кратно p.:■

## Применение
- Используем теорему Вильсона

{\displaystyle 1\cdot 2\cdots (p-1)\equiv -1{\pmod {p}}.}
Для нечётного простого p = 2m + 1, получаем
{\displaystyle 1\cdot (p-1)\cdot 2\cdot (p-2)\cdots m\cdot (p-m)\equiv 1\cdot (-1)\cdot 2\cdot (-2)\cdots m\cdot (-m)\equiv -1{\pmod {p}}.}
В результате
{\displaystyle \prod _{j=1}^{m}j^{2}\equiv (-1)^{m+1}{\pmod {p}}.}
Мы можем использовать этот факт для доказательства известного результата: для любого простого p, такого что p ≡ 1 (mod 4) число (−1) является квадратом (квадратичный вычет) по модулю p. Действительно, пусть p = 4k + 1 для некоторого натурального k. Тогда m = 2k, следовательно
{\displaystyle {\biggl (}\prod _{j=1}^{2k}\ j{\biggr )}^{2}=\prod _{j=1}^{2k}j^{2}\equiv (-1)^{2k+1}=-1{\pmod {p}}.}
Теорема Вильсона используется для генерирования простых чисел, но она слишком медленная для практического применения.

## Обобщение
Используя в качестве образца теорему Эйлера, попытаемся обобщить теорему Вильсона на случай p = n, где n — произвольное натуральное число. Простая замена (p − 1)! на произведение n1n2…nk всех чисел, меньших n и взаимно простых с n, не проходит: в случае n = 8 это произведение равно 1 × 3 × 5 × 7 = 105, а 106 на 8 не делится. Но оказывается, что или n1n2…nk + 1, или n1n2…nk − 1 обязательно делится на n.
Рассмотрим множество En чисел, меньших n и взаимно простых с n. Под произведением двух элементов этого множества ab, будем понимать остаток от деления обычного произведения ab на n. Ясно, что если a, b принадлежит En, то ab принадлежит En. Множество En относительно операции умножения является группой. В отличие от случая, когда n — простое, группа En может содержать элементы, не равные 1 и (n − 1) такие, что их квадрат равен 1: например если n = 8, то 3 × 3 = 1, 5 × 5 = 1, 7 × 7 = 1. Поэтому в общем случае произведение всех элементов из En не равно (n − 1). Покажем, что тогда оно равно 1.
Назовем элемент a группы En особым, если aa = 1. В этом случае элемент n − a — тоже особый. Следовательно, группа En содержит чётное число особых элементов: (a, n − a) — множество таких элементов, и никакой элемент не может быть парой сам для себя. Пусть n1, n2, …, nk — все элементы группы En, то есть полный набор чисел, меньших n и взаимно простых с n.
Множество элементов, не являющихся особыми, разбивается на пары взаимно обратных, поэтому произведение таких элементов равно 1. С другой стороны, произведение особых элементов, составляющих пару (a, n − a), равно n − 1. Поскольку (n − 1)(n − 1) = 1, то произведение всех особых элементов равно 1 или n − 1, в зависимости от того, чётным или нечётным является число пар вида (a, n − a).■
Впервые теорема была доказана и обобщена Гауссом, при любом n > 2 для произведения всех натуральных чисел, не превосходящих n и взаимно простых с n, имеет место сравнение:
{\displaystyle \prod _{k=1 \atop (k,n)=1}^{n}\!\!k\equiv {\begin{cases}-1{\pmod {n}},&n=4,\;p^{\alpha },\;2p^{\alpha }\,;\\\;\;\,1{\pmod {n}},&n\neq 4,\;p^{\alpha },\;2p^{\alpha }\,,\end{cases}}}
где {\displaystyle p} — нечётное простое число, {\displaystyle \alpha } — натуральный показатель.
Позже было найдено ещё одно формальное обобщение теоремы Вильсона (В.Виноград):  
{\displaystyle (p-m)!*(m-1)!\equiv (-1)^{m}{\pmod {p}}}
При {\displaystyle m=1} получается теорема Вильсона. 
При {\displaystyle m=\left({\frac {p+1}{2}}\right)} получается {\displaystyle \left({\frac {p-1}{2}}\right)!^{2}+(-1)^{\left({\frac {p-1}{2}}\right)}\equiv 0{\pmod {p}}}, т.е. 
{\displaystyle \left({\frac {p-1}{2}}\right)!^{2}+1\equiv 0{\pmod {p}}}, если {\displaystyle p\equiv 1{\pmod {4}}}
и 
{\displaystyle \left({\frac {p-1}{2}}\right)!^{2}-1\equiv 0{\pmod {p}}}, если {\displaystyle p\equiv 3{\pmod {4}}}